# Újhorváti
Újhorváti (másképpen Újmikanovce, vagy Újmikefalva, horvátul: Novi Mikanovci) falu Horvátországban, Vukovár-Szerém megyében. Közigazgatásilag Horvátihoz tartozik.

## Fekvése
Vukovártól légvonalban 32, közúton 38 km-re nyugatra, községközpontjától 3 km-re keletre, a Nyugat-Szerémségben, a Zágráb-Vinkovci vasútvonaltól északra fekszik.

## Története
A falu környéke már az ókorban is lakott volt. Római téglákat és faltöredékeket találtak az újhorváti Szent Bertalan templomtól keletre, melyek néhány szakember feltételezése szerint a római Certissa településhez tartoztak. A középkorban a mai Újhorváti közelében feküdt Nagyfalu és a mai Gradina nevű helyen fekvő Horváti, melyek IV. Béla király 1238. január 29-én kelt adománylevele alapján a johannita lovagok birtokai voltak és az akkori Valkó vármegyéhez tartoztak. A johanniták kolostora körül Horvátiban és Nagyfaluban is település jött létre, ahol vámot szedtek és hetivásárokat tartottak. A johanniták birtokait később a templomosok vették át, de a rendet 1312-ben pápai rendeletre feloszlatták. 1348-ban 110 évi keresztes uralom után Horváti királyi adományként a Baczián nembeli Horváti Pál fia Péter birtoka lett. Horváti a Horváti család uralma idején élte virágkorát. Hatalmuk olyan nagy volt, hogy I. Lajos magyar király halála után 1382-ben a magyar trónra a nápolyi Kis Károlyt hívták meg, végül azonban a trónharcban Luxemburgi Zsigmond kerekedett felül. A Horváti család 1394 után már nem játszott szerepet Magyarország történelmében. A Horvátiak után a Garaiak lettek a térség birtokosai. Az 1477–1478-as adománylevélben Horvátit már elhanyagolt helyként írják le, egy romos templommal, amelynek kőből épült harangtornya van Gradina közelében, temetővel körülvéve. A johanniták Gradinán álló egykori épületei ekkor még jobb állapotban voltak, mivel a Garaiak kastélyként használták őket. A Garaiak a 16. század elejéig, a család kihaltáig voltak a terület birtokosai. Az elhanyagolt Horváti ekkora már faluvá zsugorodott, ahol alig 30 ház állt.
A horváti plébánia a verbicei ferences kolostor 1336-os felépítésével elveszítette jelentőségét. Ez a kolostor a mai Horvátitól valamivel délkeletebbre, a mai Újhorváti közelében állt azon a helyen, ahol a Szent Bertalan templom is áll. Déli oldalán temető is volt, ahova Horváti lakói még a 18. században is temetkeztek. A plébánia székhelye is Verbice lett.
Egy 1395-ös oklevélben említenek egy Szent Miklós nevű települést is, mely a leírás alapján a mai Horvátinak (Stari Mikanovci) felel meg. Nevét Szent Miklósnak szentelt kápolnájáról kapta, melyből a település mai horvát neve is származik, mert a Miklós nevet a nép csak Mikának nevezte, a szent (sveti) előtag pedig idővel starivá (ó, öreg) lett. A Mikanovci név csak 1724-ben jelenik meg az írott forrásokban, a V. (vetero=ó) előtag pedig csak 1736-ban, vélhetően az ekkoriban keletkezett Újhorvátitól (Újmikanovci) való megkülönböztetésül.
Bakics Péter diakovári püspök egy 1702-es okleveléből kiderül, hogy Horváti vidéke ekkor már a püspökséghez tartozott, de már 1700 körül megkezdődött az új lakosság tervszerű betelepítése, akik Boszniából, Kordunból és Likából érkezett katolikus menekültek voltak. Ők voltak Újhorváti első lakói. 1745-től megkezdődött a katonai határőrvidék szervezése. 1753-ban a település a Bródi határőrezred igazgatása alá került. 1800 körül az addigi faházak helyett a katonai parancsnokság engedélyével téglából épült házak épültek.
Az itteni határőrök a Habsburg Birodalom minden csataterén harcoltak. 1878-ban megépült a Bród–Vinkovce–Dálya vasútvonal, mely a postai szolgáltatáshoz hasonlóan az első világháború végéig magyar állami tulajdonban volt. 1873-ban megszüntették a katonai igazgatást és 1881-ben Mikanovcit a polgári Horvátországhoz csatolták. Megindult a kézművesség fejlődése, üzemek építése. Szabóüzletek, bognárműhelyek, kovácsműhelyek, cipészműhelyek, fűrésztelep, téglagyár és gőzmalom létesültek, amelyek részben ma is működnek. A kereskedelem fejlődésével új bevándorlók is megjelennek, ezúttal zsidók, mint bérlők és mint vállalkozók. A termékek eljutottak Eszékre, Zágrábba, Bécsbe és Pestre is, ahol egyre több helyi diák is tanult. Az ígéretes fejlődést az első világháború állította meg.
A településnek 1857-ben 304, 1910-ben 435 lakosa volt. Szerém vármegye Vinkovcei járásához tartozott. Az 1910-es népszámlálás adatai szerint lakosságának 59%-a horvát, 20%-a magyar, 15%-a szlovák, 6%-a német anyanyelvű volt. A település az első világháború után az új szerb-horvát-szlovén állam, majd később (1929-ben) Jugoszlávia része lett. A második világháború idején a helyi lakosság egyaránt szenvedett a csetnik és a partizáncsapatoktól, akik többeket elhurcoltak házaikból, majd kivégezték őket.
1991-ben lakosságának 97%-a horvát nemzetiségű volt. A településnek 2011-ben 573 lakosa volt.

## Népessége
| Lakosság változása | Lakosság változása | Lakosság változása | Lakosság változása | Lakosság változása | Lakosság változása | Lakosság változása | Lakosság változása | Lakosság változása | Lakosság változása | Lakosság változása | Lakosság változása | Lakosság változása | Lakosság változása | Lakosság változása | Lakosság változása |
| ------------------ | ------------------ | ------------------ | ------------------ | ------------------ | ------------------ | ------------------ | ------------------ | ------------------ | ------------------ | ------------------ | ------------------ | ------------------ | ------------------ | ------------------ | ------------------ |
| 1857               | 1869               | 1880               | 1890               | 1900               | 1910               | 1921               | 1931               | 1948               | 1953               | 1961               | 1971               | 1981               | 1991               | 2001               | 2011               |
| 304                | 317                | 306                | 421                | 413                | 435                | 404                | 578                | 831                | 837                | 946                | 870                | 762                | 788                | 677                | 573                |

A falut túlnyomórészt horvátok lakják. A lakosság egyharmada őslakos sokác, a lakosság többi része főként bevándorló (többségben a 20. században vándoroltak be) Bosznia-Hercegovinából, Likából és Kordunból. A 20. század második felében sok házasság történt a horvát népesség fent említett csoportjai között, tehát ma csak a horvátokról beszélhetünk, akik Horvátiban laknak. Megélhetési lehetőségektől függően a népesség régóta nagy migrációnak volt kitéve. A lakosságból sokan elvándoroltak, de új népesség is állandóan települt be.

## Gazdaság
A településen hagyományosan a mezőgazdaság, az állattartás és a szőlőtermesztés képezi a megélhetés alapját.

## Nevezetességei
Szent Bertalan apostol tiszteletére szentelt római katolikus temploma egyhajós, román stílusú épület. Később támpillérekkel megerősített gótikus szentélyt építették hozzá. A homlokzat előtt áll a kerek, román stílusú, kúp alakú sisakkal fedett harangtorony. A gótikus kiterjesztéssel az épület csarnoktemplommá vált. A román korban bizonyára jóval magasabb volt. A közelmúlt óta a templom másik bejárata is nyitva van, melyet a hajó déli oldalán a régebbi bejárat helyén nyitottak. A templom körül temető található.

## Oktatás
Az újhorváti oktatás kezdetei 1869-ig nyúlnak vissza, amikor néhány gyermek átjárt a szomszédos Vogyincére. Ez az állapot 1875-ig tartott, amikor a község tantermet nyitott a helyi tanulók számára. Ennek költségeit, valamint a tanító fizetését a község állta. Ennek ellenére néhány gyermek továbbra is Vogyincére járt iskolába. A településen 1945-től működik négyosztályos elemi iskola, míg a felsősök Vogyincére járnak. 1963-tól a helyi iskola területi iskolaként is Vogyincéhez tartozik. A mai iskolaépületet 1967-ben emelték. 1994-ben az épületet bővítették, ekkor készült el a központ fűtés és a bővített részben működő iskolai konyha is. 2004-ben az épületet teljesen felújították. A mai épületben két osztályterem, közösségi tér, vizes blokk, konyha és szerszámtároló helyiségek vannak.

## Egyesületek
- UŽ Novi Mikanovci nőegyesület
- UM „Jelka Cindrić” Novi Mikanovci nyugdíjasklub